# 孝义河 (河北省)
孝义河，位于中华人民共和国河北省中部，是大清河南支之一，源流有南北两支，在安国市北段村乡北马庄村东北汇合向后蜿蜒向东北流，流经博野县北部、蠡县西北部、高阳县中部等地区，最后于安新县龙化乡拥城村以北汇入白洋淀马棚淀。河长77.2千米，流域面积1262平方千米。1951年以来河道经过多次治理疏浚。流域内经济以农业为主。